# Jenkka
La Jenkka (ˈjeŋkːɑ) è una veloce danza popolare finlandese di coppia; è la versione finlandese della schottische (chotis). Si balla con la musica in 2⁄4 o 4⁄4, con circa 140 battute al minuto.
Uomini e donne fanno passi simili. La posizione iniziale della danza è con l'uomo alla sinistra della donna, entrambi rivolti verso la linea della danza, con le loro braccia interne l'una sulla vita dell'altra. I ballerini avanzano in una corsa simile a quella della polka: "sinistra-destra-sinistra-saltello (sul piede sinistro)", "destra-sinistra-destra-saltello". Dopo di che hanno unito le braccia libere, assumono la posizione di una danza chiusa faccia a faccia e procedono con la catena di rotazione svolta facendo un passo "sinistra-destra-sinistra-destra" o "sinistra-salto-destra-salto". Le esecuzioni di passi simili iniziano normalmente all'inizio di frasi musicali.
L'attore e musicista finlandese Georg Malmstén ha composto molte jenkka.